# Jaskinia Wołoszyńska Niżnia
Die Höhle Jaskinia Wołoszyńska Niżnia ist eine Höhle im Massiv des Wołoszyn im Tal Dolina Białki in der polnischen Hohen Tatra. Sie liegt ca. 20 Höhenmeter unterhalb der Höhle Jaskinia Wołoszyńska Wyżnia.

## Lage und Beschreibung
Die Höhle ist ungefähr 47 Meter lang und etwa 16 Meter tief. Der Eingang befindet sich auf einer Höhe von 1130 m n.p.m., die sich unweit der Alm Hala Wołoszyńska befindet. Die Höhle wurde 1950 von A. Michalik entdeckt und 1952 von Stefan Zwoliński beschrieben. In der Höhle befindet sich ein Wasserfall und ein kleiner See. Der weitere Abfluss des Wassers ist nicht erforscht. In der Höhle finden sich Stalaktiten.

## Etymologie
Der Name Jaskinia Wołoszyńska Niżnia lässt sich als Untere Wołoszyn-Höhle oder Untere Höhle im Wołoszyń übersetzen.

## Tourismus
Zur Höhle führt kein Wanderweg. Für die Begehung der Höhle ist eine Genehmigung der Verwaltung des Tatra-Nationalparks erforderlich.